# Jordán Carrillo
Jordán Carrillo Rodríguez (Culiacán, 30 novembre 2001) è un calciatore messicano, centrocampista del Santos Laguna.

## Carriera

### Club
Cresciuto nel settore giovanile del Santos Laguna, esordisce in prima squadra il 26 luglio 2020, giocando l'incontro di campionato perso per 2-0 contro il Cruz Azul. Il 17 aprile 2022 realizza il suo primo gol in campionato, siglando la rete del definitivo 1-1 contro il Querétaro.

### Nazionale
Dopo aver giocato nelle nazionali giovanili messicane Under-18 ed Under-21, il 27 aprile 2022 esordisce con la nazionale maggiore messicana, giocando l'amichevole pareggiata per 0-0 contro il Guatemala, partita nella quale è subentrato al 72' al posto di Alejandro Zendejas.

## Statistiche

### Presenze e reti nei club
Statistiche aggiornate al 24 luglio 2022.
| Stagione        | Squadra         | Campionato      | Campionato | Campionato | Coppe nazionali | Coppe nazionali | Coppe nazionali | Coppe continentali | Coppe continentali | Coppe continentali | Altre coppe | Altre coppe | Altre coppe | Totale | Totale |
| Stagione        | Squadra         | Comp            | Pres       | Reti       | Comp            | Pres            | Reti            | Comp               | Pres               | Reti               | Comp        | Pres        | Reti        | Pres   | Reti   |
| --------------- | --------------- | --------------- | ---------- | ---------- | --------------- | --------------- | --------------- | ------------------ | ------------------ | ------------------ | ----------- | ----------- | ----------- | ------ | ------ |
| 2019-2020       | Santos Laguna   | LM              | -          | -          | CM              | 1               | 0               |                    | -                  | -                  |             | -           | -           | 1      | 0      |
| 2020-2021       | Santos Laguna   | LM              | 6          | 0          |                 | -               | -               |                    | -                  | -                  |             | -           | -           | 6      | 0      |
| 2021-2022       | Santos Laguna   | LM              | 26         | 2          |                 | -               | -               | CCL                | 1                  | 0                  | LC          | 2           | 0           | 29     | 2      |
| 2022-2023       | Santos Laguna   | LM              | 3          | 0          |                 | -               | -               |                    | -                  | -                  |             | -           | -           | 3      | 0      |
| Totale carriera | Totale carriera | Totale carriera | 35         | 2          |                 | 1               | 0               |                    | 1                  | 0                  |             | 2           | 0           | 39     | 2      |

### Cronologia presenze e reti in nazionale
| Cronologia completa delle presenze e delle reti in nazionale ― Messico | Cronologia completa delle presenze e delle reti in nazionale ― Messico | Cronologia completa delle presenze e delle reti in nazionale ― Messico | Cronologia completa delle presenze e delle reti in nazionale ― Messico | Cronologia completa delle presenze e delle reti in nazionale ― Messico | Cronologia completa delle presenze e delle reti in nazionale ― Messico | Cronologia completa delle presenze e delle reti in nazionale ― Messico | Cronologia completa delle presenze e delle reti in nazionale ― Messico |
| Data                                                                   | Città                                                                  | In casa                                                                | Risultato                                                              | Ospiti                                                                 | Competizione                                                           | Reti                                                                   | Note                                                                   |
| ---------------------------------------------------------------------- | ---------------------------------------------------------------------- | ---------------------------------------------------------------------- | ---------------------------------------------------------------------- | ---------------------------------------------------------------------- | ---------------------------------------------------------------------- | ---------------------------------------------------------------------- | ---------------------------------------------------------------------- |
| 27-4-2022                                                              | Orlando                                                                | Messico                                                                | 0 – 0                                                                  | Guatemala                                                              | Amichevole                                                             | -                                                                      | 72’                                                                    |
| 31-5-2024                                                              | Chicago                                                                | Messico                                                                | 1 – 0                                                                  | Bolivia                                                                | Amichevole                                                             | -                                                                      | 85’                                                                    |
| Totale                                                                 |                                                                        | Presenze                                                               | 2                                                                      |                                                                        | Reti                                                                   | 0                                                                      |                                                                        |